# Бирет, Идиль
Идиль Бирет (тур. İdil Biret; род. 21 ноября 1941, Анкара) — турецкая пианистка. Государственный артист Турции (1971).

## Биография
Начала заниматься фортепиано в пятилетнем возрасте у Митхата Фенмена. В 1949 году по специальному разрешению парламента Турции Бирет уехала учиться в Парижскую консерваторию к Наде Буланже, занималась также с Мадлен де Вальмалет и Жаном Дуайеном. После окончания консерватории Бирет совершенствовала своё мастерство под руководством Альфреда Корто и Вильгельма Кемпфа, называвшего её своей любимой ученицей. 

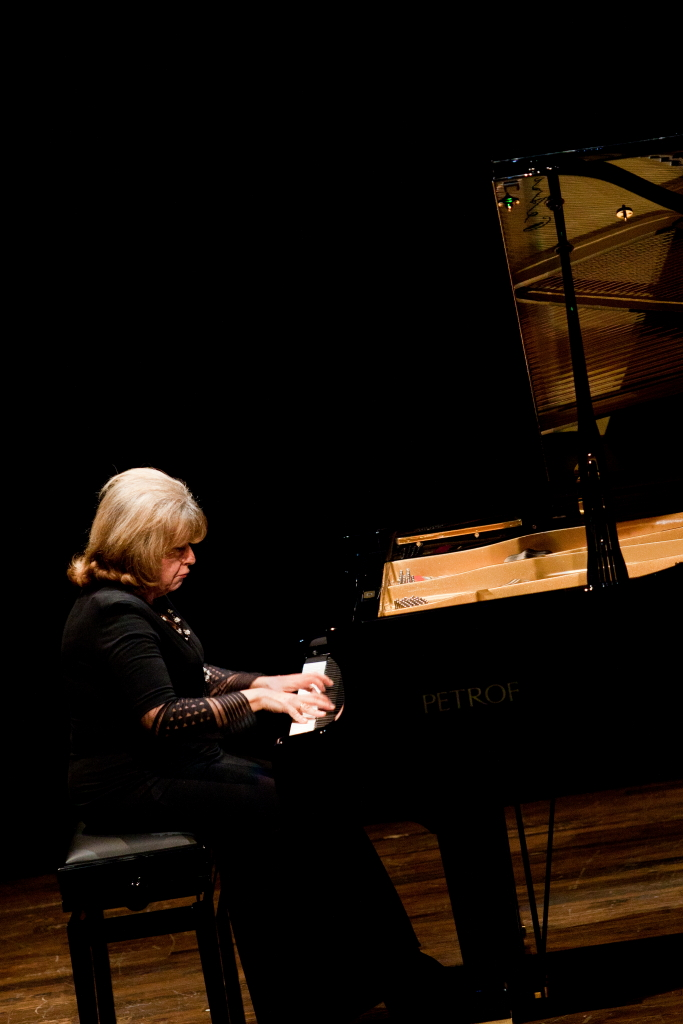
Идиль Бирет. Кючюкчекмедже, 2012

С 1958 года началась её международная концертная карьера. В 1959 году она была удостоена Медали Дину Липатти в рамках Международной музыкальной премии Харриет Коэн. В 1960 году Бирет впервые выступила в СССР и в разные годы дала в Советском Союзе и России около 100 концертов.
Высшие достижения Бирет связаны с романтическим и постромантическим репертуаром — начиная, впрочем, с Бетховена (Бирет играла все 32 сонаты и, что можно рассматривать как экзотику, фортепианные переложения всех девяти симфоний, выполненные Ференцем Листом, — запись 1986 года, лейбл EMI). Её запись всех фортепианных сочинений Шопена (15 дисков, 1992) удостоена наград в Польше. Все сольные фортепианные сочинения Брамса Бирет исполняла в ходе пяти последовательных концертов в 1997 году, в год столетия смерти композитора. Среди заметных записей Бирет также комплект из 10 альбомов с произведениями Рахманинова (2000), сонаты Пьера Булеза (1995, лучшая запись года по версии газеты «Монд»), этюды Дьёрдя Лигети.
Среди учеников Бирет, в частности, австрийский пианист Ингольф Вундер.